# 開普菲爾 (北卡羅萊納州)
開普菲爾（英語：Cape Fear）是位於美國北卡羅萊納州哈尼特縣的非建制地區。

## 地理
開普菲爾所處的海拔為高於海平面49米（即161英呎），而該地所採用的時區為UTC-5，即北美东部时区（EST）。同時該地設有夏令時間，為UTC-5調快一小時，即UTC-4（EDT）。